# Дани, Золтан
Зо́лтан Да́ни (серб. Золтан Дани, рум. Zoltan Dani, венг. Dani Zoltán; род. 23 июля 1956, Скореновац) — полковник югославских войск ПВО, по национальности венгр (секейского происхождения, из секеев Буковины). Известен как человек, командовавший зенитной батареей, сбившей самолёт F-117, построенный по технологии «стелс».

## Поражение стелс-бомбардировщика
В ходе войны НАТО против Югославии Золтан командовал 3-й батареей 250-й бригады ПВО, защищавшей Белград. Под его командованием находились 4 пусковые установки и РЛС комплекса С-125. 27 марта 1999 года батарея под командованием полковника Золтана около деревни Буджановцы сбила самолет противника Lockheed F-117 Nighthawk.

На огневую позицию мы прибыли около 20:30. При помощи специальных средств устанавливаем ракеты. Угол подъёма высокий. Ощущается некоторая вибрация, и я не знаю, что происходит в кабине. Занял место помощника руководителя группы наблюдения вместо майора Стоименова. Дани находится в блоке управления пусковыми установками. В воздухе не обнаружено близких целей, они на более далёких расстояниях на разных курсах. Неожиданно на радаре, согласно показаниям, был обнаружен объект по курсу 195 градусов, расстояние 23 километра. Говорю: «Дани, он идёт на нас!» Объект приближается. На расстоянии 14-15 км по курсу 210 градусов командир огневой группы подполковник Золтан Дани приказал начать слежку за объектом. Пароль «Антенна» для включения радара. С того момента начинается игра в кошки-мышки. В течение 10 секунд радар не находит цель. Приказываю: «Остановить поиск цели!» Спустя несколько секунд Дани обнаруживает цель по курсу 230 градусов в момент наблюдения. Довольно быстро, за пару секунд, несколько раз совершён поворот установки, однако операторы ручного управления не смогли поймать объект в поле зрения. Он движется, очевидно, с огромной угловой скоростью. Слежка в течение более чем 10 секунд, после чего отдаю команду: «Остановить поиск цели!»
Снова видим цель, курс 240 градусов, расстояние 14 км. Траектория полёта прослеживается на экране радара. Пытаемся перевести боеголовки третий раз на азимут 240. Офицеры разблокировывают колёса, однако объект потерян. Я думал, что у нас не получится и в этот раз, когда старший сержант Матич воскликнул: «Держи его, держи его, он у нас!» Колёса закреплены, операторы обнаружили объект. Стабильный режим слежения, курс 242 градуса, расстояние 14,5 км. (…) Офицер поддержки докладывает: азимут 250 градусов, расстояние 13 километров.
Дани приказал: «Поразить цель прямой наводкой, запуск!» Произошёл взрыв. Стартует первая ракета, через пять секунд вторая, операторы работают стабильно. Смотрю на экран. Яркая вспышка, взрыв первой ракеты рядом с целью. Цель уничтожена. Приказываю: «Поднять выше!» Расстояние 10-11 км, курс 270 градусов — доложил офицер поддержки Муминович. Смотрю на экран радара. Паника в воздухе, все разбежались, цели не видно.
Спустя 20-30 минут мы получили команду подготовки к маршу, чтобы быстро покинуть позицию. Я чувствую себя усталым, ведь я не спал двое суток.
В выпуске новостей по радио в 22:00 мы услышали, что был сбит самолёт F-117A, который упал в селе Будановцы. Мы немедленно сменили позицию для стрельбы. В нашей бригаде значительно поднялись настроение и боевой дух. Нас всё ещё поздравляют, напряжение спало. Печаль ушла в прошлое, вернулась вера в наши возможности. В соседних деревнях у жителей настоящий праздник, и они смотрят на нас теперь с большим уважением.
Оригинальный текст (серб.)На ватрени положај стижем око 20.30 часова. Прилазећи средствима пролазим поред лансирне рампе. Ракете су на припреми, а угао нагиба велики. Лагани дрхтај тела, јер не знам шта се дешава у кабини. Улазим и седам на место помоћника руковаоца гађања уместо мајора Стоименова. Дани дрема ослоњен на блокове за управљање радом лансирних рампи. Нема близу циљева у ваздуху, има их на већим даљинама на разним азимутима. Одједном на показивачу осматрачког радара, на азимуту 195 уочавам циљ, на даљини од 23 километра. Кажем:„Дани, овај иде на нас”! Циљеви су се приближавали. На даљини 14-15 km и азимуту 210 степени руковалац гађања потпуковник Золтан Дани је наредио тражење циља. Ја сам наредио „Антена”-укључено је зрачење нишанског радара. Тог момента почиње игра мачке и миша. Зрачимо више од 10 секунди неуспешно тражећи циљ. Наређујем: „Прекини тражење-еквивалент”! После неколико тренутака Дани наређује тражење циља на азимуту 230, а ја моменат зрачења. Веома брзо, за пар секунди, циљ је пронађен, точкићи су шкљоцнули више пута, али оператори ручног праћења нису могли да га прихвате. Циљ је ишао у маневар великом угловном брзином. Зрачили смо више од 10 секунди. Поново је време зрачења предугачко и поново наређујем: „Прекини тражење-еквивалент”!

Поново видим циљ на азимуту 240 степени и даљини од 14 km. Циљ врши маневар курсом, лепо се види на показивачима осматрачког радара. Покушавамо исти поступак трећи пут на азимуту 240. Точкићи официра вођења шкљоцају, оператори га губе. Таман сам мислио да ни овај покушај неће успети, када је старији водник Матић узвикнуо: „Дај га, дај га, имам га”! Точкићи су шкљоцнули и оператори су га прихватили. Стабилно праћење, азимут 242 степена, даљина 14,5 km (…) Официр за вођење извештава: Азимут 250 степени, даљина 13 km.
Циљ уништи, метод т/т, лансирај!, командовао је Дани. Потмула експлозија. Старт прве ракете, после 5 секунди и друге. Муминовић извештава прва лансирана, прва захваћена, друга лансирана, друга није захваћена."Како није захваћена?"- питам и устајем са столице радног места помоћника руковаоца гађања нагињем се преко главе оператора праћења по Ф2 да видим екране официра за вођење. Оператори стабилно прате. Посматрам екран официра за вођење ракета. Светлосни бљесак и експлозија прве ракете на циљу. Циљ је уништен. Наређујем: „Скидај високи”! Даљина 10-11 km, азимут 270 степени-извештава официр вођења Муминовић. Седам назад на столицу и гледам екран осматрачког радара. Паника у ваздуху. Сви су се разбежали, нигде ни једног циља.
После 20-30 минута добијамо команду Припрема за марш! Треба брзо напустити локацију лансирања. Преморен сам. Нисам спавао два дана и ноћи.

На радио-вестима у 22.00 часа чујемо да смо оборили F-117А. Олупина је пала у атар села Буђановци. Премештај на наредни ватрени положај је био врло брз. Еуфорија и морал знатно су порасли у јединици. Сви зову, честитају. Напетост је попустила. Нестало је грча. Повратила се вера да се нешто може урадити. Одушевљење је владало у народу околних села. Сви су нас посматрали са великим поштовањем.

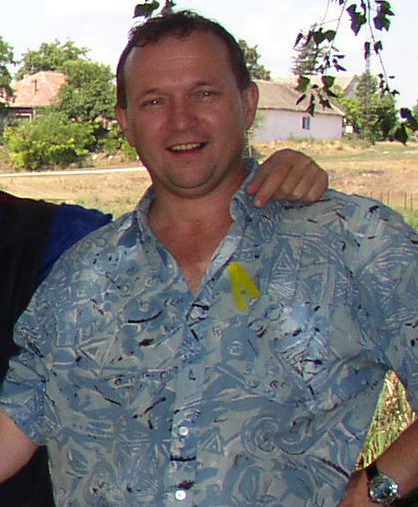
Золтан Дани в июне 2003 года

За всё время боёв потерь личного состава или технического оснащения в подразделении Золтана Дани не было. Первоначально он (под псевдонимом Гвозден Джукич) был неизвестен общественности. Однако, уйдя в отставку из армии, он раскрыл свою личность.

## Дальнейшая жизнь
В настоящее время Золтан Дани проживает в городе Ковин, находится в отставке и держит хлебопекарню в родной деревне Скореновац, также занимается IT-бизнесом; ежегодно 27 марта выпекает торт в форме F-117, отмечая события 1999 года. Имеет 2 сыновей и дочь. Утверждает, что прославивший его эпизод, как и всё в этой жизни, является результатом упорного труда и точного знания.
О Золтане Дани был снят документальный фильм «21-я секунда». В 2012 году сербский режиссёр Желько Миркович снял документальный фильм «Вторая встреча», в котором пилот сбитого F-117 Дейл Зелко предпринял поездку в Сербию для встречи со сбившим его Золтаном Дани (после встречи они сдружились).
Дани был кандидатом от Социалистической партии Сербии на всеобщих выборах 2022 года, заняв 26-е место в избирательном списке СПС. Он вступил в должность депутата Народной скупщины 1 августа 2022 года. 